# POV-Ray

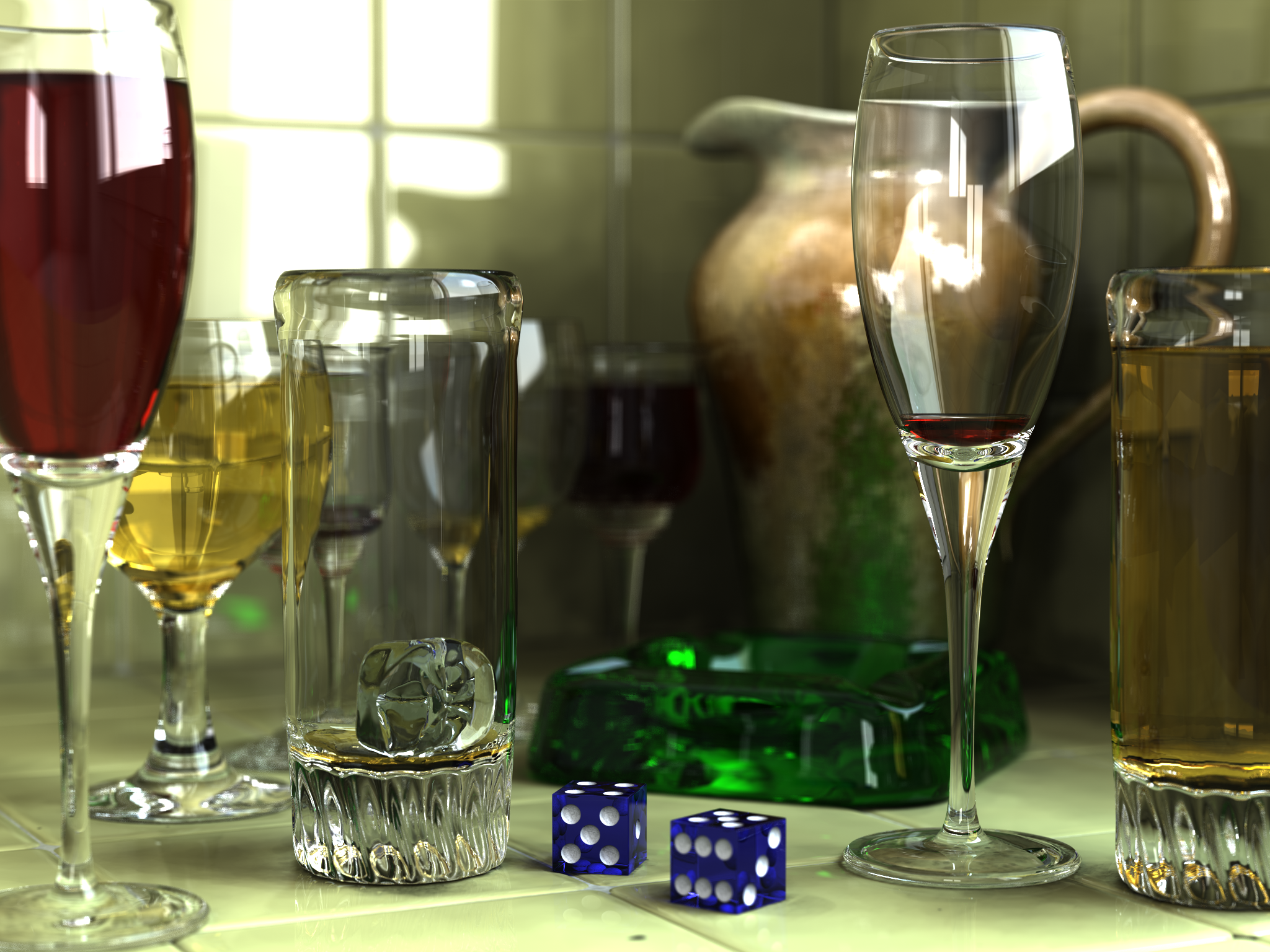
POV-Rayでレンダリングされた画像。ラジオシティ、フォトンマッピング、焦点ブラーなどの表現技法を使用している。

POV-Ray（ポヴレイ、Persistence of Vision Raytracer）は、多くのコンピュータプラットフォームで利用できるレイトレーシングソフトウェア。
プログラムのソースコードが一般に公開されているオープンソースの3Dレンダリングエンジン（レンダラー）の一つで、独自のC言語風の構造化ドキュメントによりデータを入力し、マクロ関数による半自動配置ができるので、シミュレータとしての利用も可能である。また、数学的モデリングに強い。
拡張版を自由に作成、配布できるという性格から、学術的な新技法の試験実装にもよく用いられる。公式版（2013年11月現在3.7.0）の他に、v3.5に対応する複数の独自拡張版が公開されている。v3.7からはライセンスがAGPLv3に変更された。

## 歴史
1980年代、David Kirk Buckは自身のAmigaにUnixのレイトレーシングソフトのソースコードをダウンロードし、しばらく検証した上で、独自のレイトレーシングソフトを作ることを決意した。
名前は彼自身のイニシャルを取ってDKBTraceと名づけ、需要を見込んで掲示板に投稿した。
1987年にAaron A. CollinsがDKBTraceをダウンロードし、x86用の開発を開始。David Buck本人と協力して他の機能の追加も行った。ソフトウェアが次第に評価を得て需要と期待が増える中、
彼らだけでは開発が存続できなくなったため、1991年7月にプログラマを集めてチームが結成された。同時にDavidはソフトウェアに自身のイニシャルを含めるのは適切でないと感じ、名前を変更することにした。
「STAR」(Software Taskforce on Animation and Rendering)という候補もあったが、結局「Persistence of Vision Raytracer」(省略形：POV-Ray)に決定した。

## 派生レンダラー
MegaPOV
POV-Ray 3.6系の非公式拡張であり、多くのパッチは既にPOV-Ray 3.7に取り込まれている。
UberPOV
POV-Ray 3.7系の非公式拡張であり、MegaPOVの後継。

## POV-Ray用モデラー
- Blender - オープンソースの統合3DCGソフトウェア。POV-Ray用アドオンが同梱されており、それを有効にすることでPOV-Rayに対応する。POVコードの直接編集にも対応している。Blender 2.79でPOVコードのシンタックスハイライトにも対応した。

### 開発停止中
- Moray - 古くから存在するPOV-Ray用モデラー。2007年、POV-Rayの開発元が買収した[6]。開発停止中。
- KPovModeler - KDEベースのPOV-Ray用モデラー。オープンソース。開発停止中。
- Bishop3D - Windows専用のPOV-Ray用モデラー。アニメーションにも対応。シーン記述言語のインポートも可能。オープンソース化された。parametricサーフィス及びisosurface未対応[7]。
- Structure Synth - 独自のルール記述によって3D生成を行うソフトウェア。POV-Ray形式でのエクスポートが可能。

## 機能

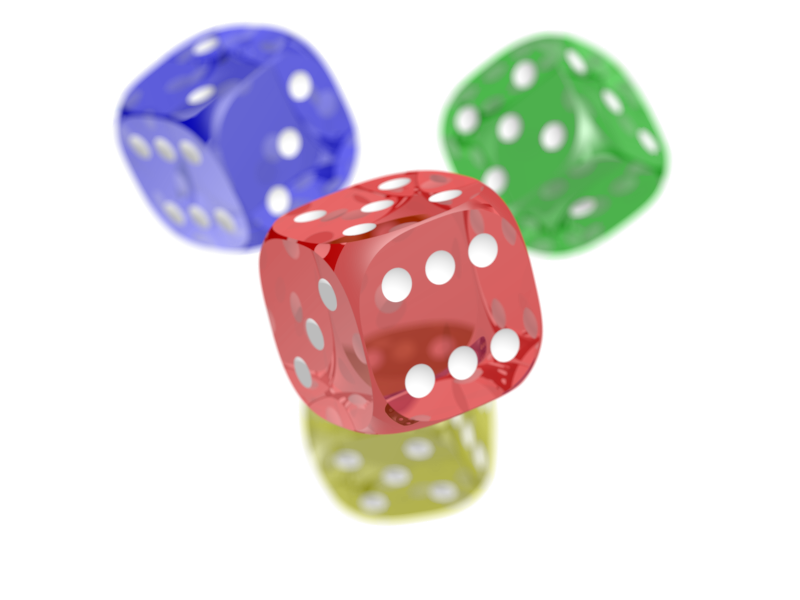
POV-Rayでレンダリングされたサイコロの画像。Constructive Solid Geometry、屈折、焦点ブラーなどの表現技法を使用している。

POV-Rayの機能は開発当初から充実していたが、近年のバージョンでは以下の機能を搭載している。
- マクロとループを搭載したチューリング完全のSDL (scene description language)[8]
- 背景、テクスチャ、オブジェクトのライブラリ
- 多くの幾何プリミティブとConstructive Solid Geometryのサポート
- 多種の光源
- 霧などの大気エフェクトや媒体（煙、雲）
- フォトンマッピングによる反射やコースティクス（集光模様）
- バンプマッピングによるしわ、いぼ、波などの模様
- ラジオシティ
- TGA、PNG、JPEGなどのテクスチャや出力画像のフォーマットサポート（JPEGは入力のみ）
- 豊富なドキュメント

POV-Rayにはサードパーティーによるサポートが多いのが魅力である。多くのツール、テクスチャ、モデル、背景、チュートリアルがWeb上から使用可能である。